# 브와디스와프 레이몬트
브와디스와프 스타니스와프 레이몬트(폴란드어: Władysław Stanisław Reymont, 문화어: 블라디스와브 레이몬뜨, 1867년 5월 7일 ~ 1925년 12월 5일)는 폴란드의 소설가이다.
그는 1867년에 라돔스코 인근에 위치한 코비엘레 비엘키에 마을에서 오르간 연주자의 아들로 태어났으며 1893년에 바르샤바에 거주하면서 작가로 활동하기 시작했다. 그는 청년 폴란드(Młoda Polska)의 회원으로 활동했으며 1896년에 첫 소설 《사기꾼 (Komediantka)》을 발표했다.
그는 1924년에 노벨 문학상을 수상했으며 그의 대표 작품으로 소설 《약속의 땅 (Ziemia obiecana)》(1898년 작)과 《농민 (Chłopi)》(1904년-1909년 작)이 있다. 우치에 위치한 브와디스와프 레이몬트 공항은 그의 업적을 기념하기 위해 붙여진 것이다.

## 사진

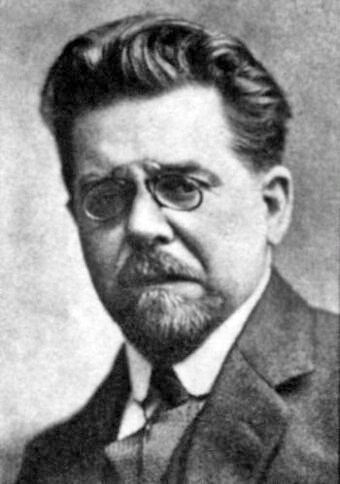
브와디스와프 레이몬트
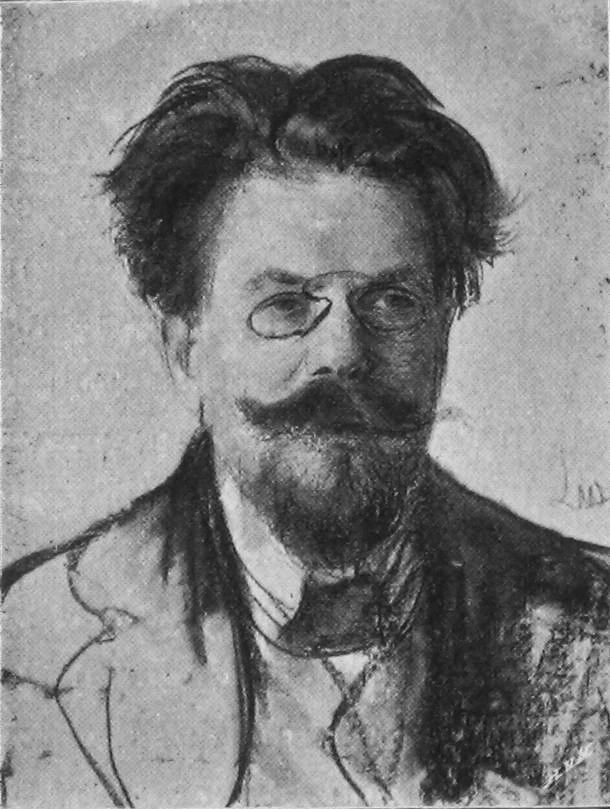
브와디스와프 레이몬트
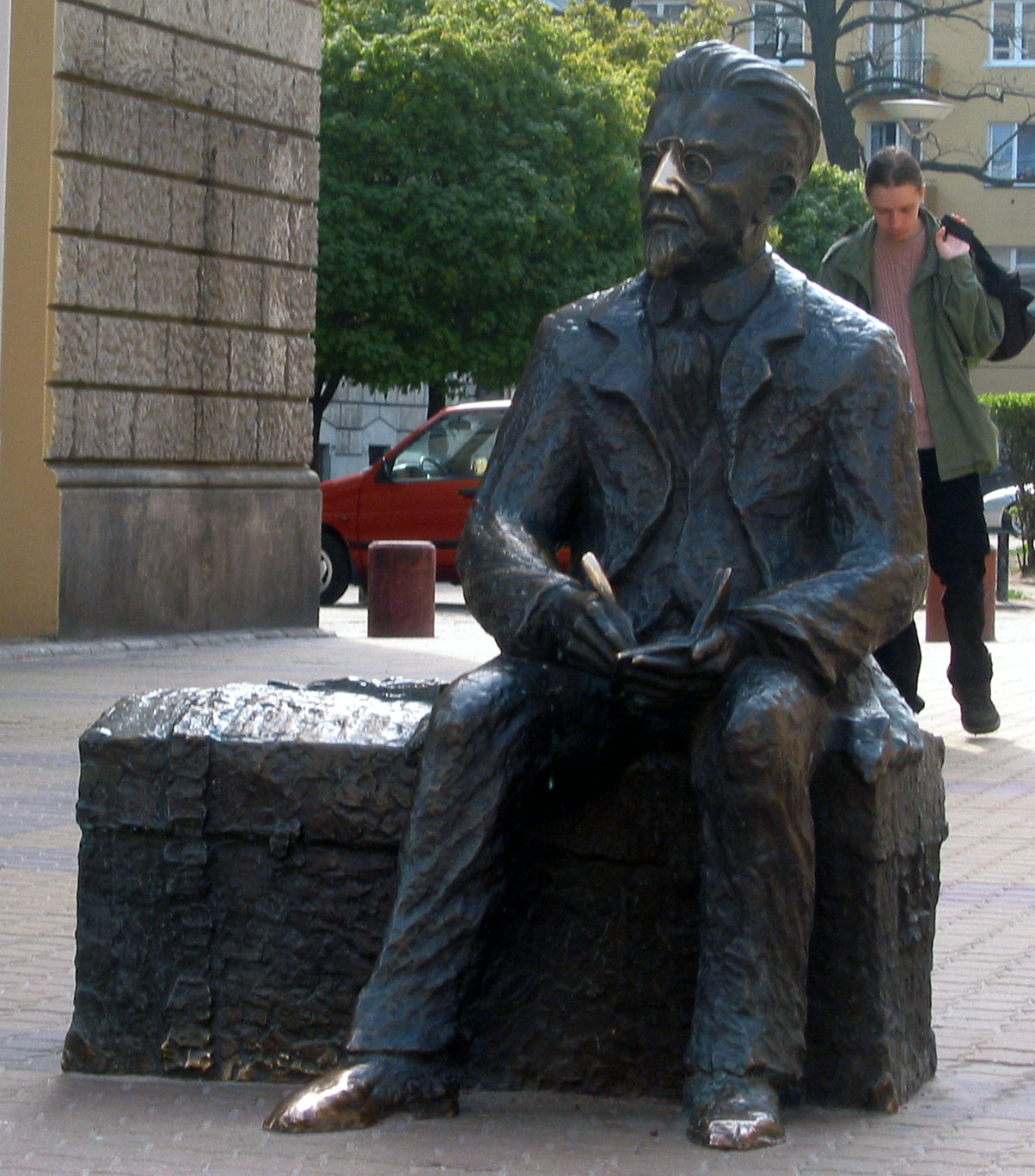
우치에 있는 브와디스와프 레이몬트 동상

## 같이 보기
- 우화